# Chlorobyrrhulus coruscans
Chlorobyrrhulus coruscans is een keversoort uit de familie pilkevers (Byrrhidae). De wetenschappelijke naam van de soort is voor het eerst geldig gepubliceerd in 1875 door Pascoe.